# Crataegus sororia
Crataegus sororia är en rosväxtart som beskrevs av Chauncey Delos Beadle. Crataegus sororia ingår i Hagtornssläktet som ingår i familjen rosväxter.

## Underarter
Arten delas in i följande underarter:
- C. s. segnis
- C. s. visenda